# Chiesa di San Fermo e Rustico (Credaro)
La chiesa di San Fermo è un edificio religioso collocato nel comune di Credaro, in provincia di Bergamo. Le prime testimonianze della chiesa risalgono al VIII-IX secolo. Nel corso del tempo subì modifiche e ampliamenti soprattutto tra il XVI e XVII secolo. Secondo lo storico Celestino Colleoni fu la prima chiesa edificata nella bergamasca.

## Storia
La chiesa ha una storia molto antica, le muratura ritenute più antiche sarebbero risalenti al XI secolo. Conserva resti di decorazioni risalenti al Mille. Nel Settecento la chiesa si considera che avesse funzione cimiteriale, e che vi fosse un nucleo abitativo, avendo trovato in prossimità traccia di sepolture durante le ricerche archeologiche del 1950. Successivamente la località è stata per molto tempo abbandonata. La chiesa risulta indicata nello Stato del CLero di Bergamo del 1861 come sussidiaria della chiesa di San Giorgio Martire di Credaro.
Nel 1996 fu oggetto di un importante lavoro di recupero conservativo.

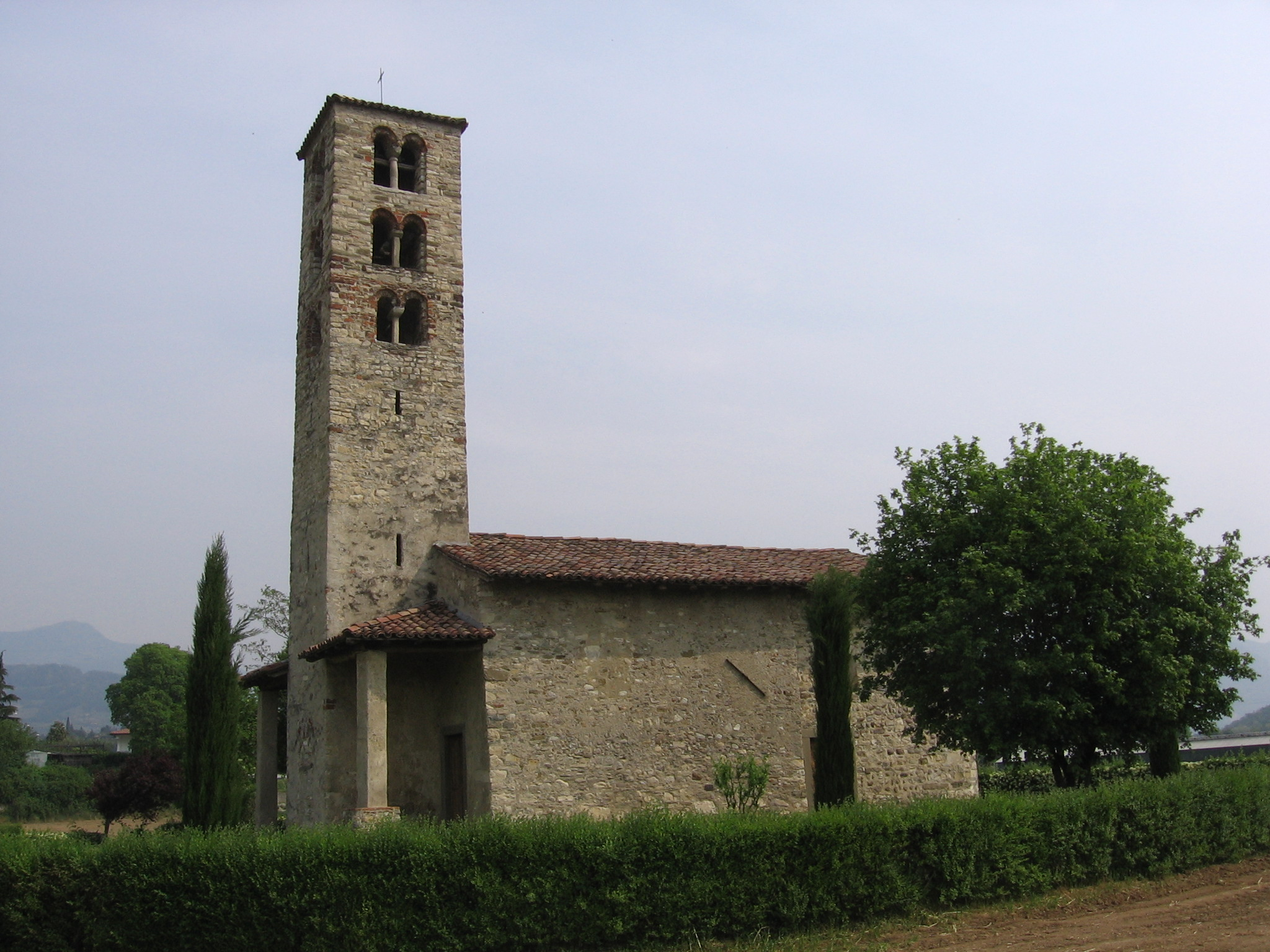
Chiesa di San Fermo a Credaro (BG, Italia)

## Descrizione

### Esterno
La chiesa è posta dislocata dal centro urbano inserite nel contesto agricolo locale.
La facciata è articolata, a destra, da un portico con il portone d'ingresso e, a sinistra, da una finestra rettangolare e.
Al centro della facciata si posiziona il campanile con il primitivo ingresso, che risulta tamponato, risalente al periodo romanico con arco a tutto sesto e ghiera in cotto. Il campanile in facciata è molto raro in Italia: è di base quadrata; alto circa 20 metri; nella parte mediana sui quattro lati si aprono coppie di feritoie sovrapposte mentre in quella superiore sono visibili un triplice ordine di bifore. Le bifore sono composte da archi a tutto sesto poggianti su esili colonne con capitelli a gruccia. Tre di questi capitelli sono decorati con motivi a intreccio e stilizzazioni zoomorfe, probabilmente derivanti dallo spoglio di un antico edificio di origine carolingia.
La presenza di feritoie può suggerire che la torre campanaria fosse utilizzata anche per l'avvistamento e la difesa del vicino abitato. Il campanile è realizzato in conci di pietra locale e laterizi disposti in maniera piuttosto regolare.

### Interno
La chiesa di San Fermo è ad aula unica, suddivisa in due campate e terminante con un'abside semipoligonale. All'interno, nella zona absidale, sono visibili le absidi gemine, scoperte in occasione dei restauri del 1996. La chiesa è illuminata dalla finestra posta in facciata e da una coppia di monofore strombate, una delle quali tamponate dal contrafforte esterno cinquecentesco. L'aula presenta una copertura a capanna con travi a vista e la pavimentazione è in cotto. Nella zona absidale sono rimaste tracce di affreschi: è visibile un Angelo annunciante sul lato destro dell'arco trionfale, datato all'XI secolo.